# Franciszek Kaim

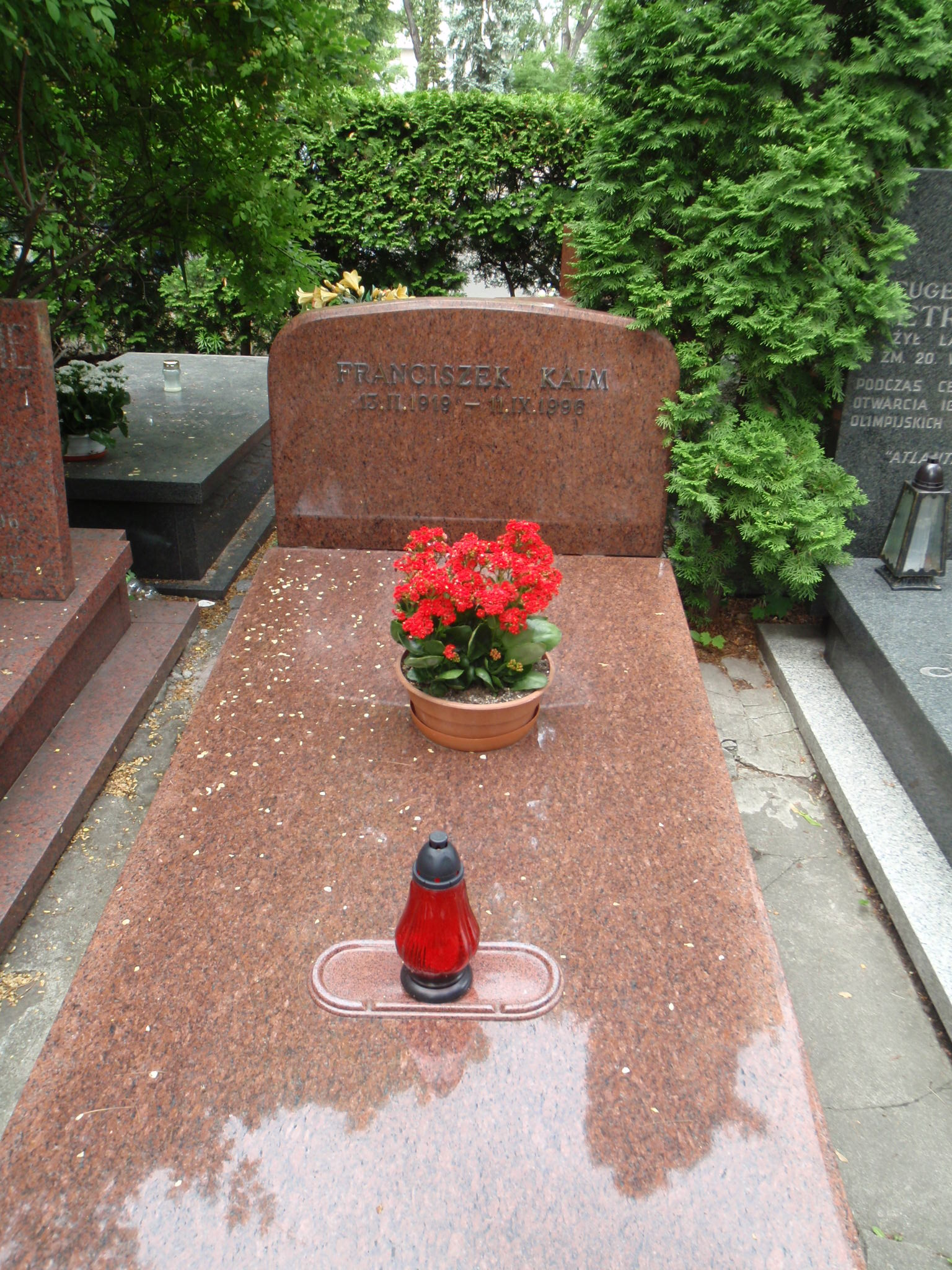
Grób Franciszka Kaima na Cmentarzu Wojskowym na Powązkach w Warszawie

Franciszek Kaim (ur. 10 lutego 1919 w Woli Drwińskiej, zm. 11 września 1996) – polski inżynier metalurg i polityk. Poseł na Sejm PRL VI i VII kadencji, wiceprezes Rady Ministrów (1970–1979), minister przemysłu ciężkiego (1967–1970) i minister hutnictwa (1976–1980).

## Życiorys
Syn Wojciecha. W 1948 ukończył studia w Akademii Górniczo-Hutniczej w Krakowie. Następnie pracował w Hucie Bobrek, skąd został przeniesiony do Huty Małapanew, gdzie stopniowo awansował, dochodząc do stanowiska dyrektora naczelnego w 1951. W tym samym roku wstąpił do Polskiej Zjednoczonej Partii Robotniczej. W 1953 został podsekretarzem stanu w Ministerstwie Hutnictwa, a w 1957 w Ministerstwie Przemysłu Ciężkiego. Od 21 listopada 1967 do 23 grudnia 1970 był ministrem tegoż resortu w czwartym i kolejnym rządzie Józefa Cyrankiewicza. Od 23 grudnia 1970 do 8 lutego 1979 był wicepremierem w rządzie dotychczasowym oraz Piotra Jaroszewicza i kolejnym pod jego przewodnictwem. Od 27 marca 1976 do 8 października 1980 był ministrem hutnictwa w rządzie Piotra Jaroszewicza i Edwarda Babiucha oraz Edwarda Babiucha i Józefa Pińkowskiego. W latach 1968–1971 był zastępcą członka, a od 1971 do 1981 członkiem Komitetu Centralnego PZPR. Od 1972 do 1980 był posłem na Sejm PRL VI i VII kadencji. Delegat na IV, V, VI, VII, VIII Zjazd PZPR.
W 1979 otrzymał tytuł doktora honoris causa krakowskiej AGH.
Uchwałą VIII Plenum KC PZPR z 9 lutego 1981 usunięty z Komitetu Centralnego, a w kwietniu tego samego roku usunięty z partii. W lipcu 1981 został pozbawiony przez Radę Państwa PRL dwóch najwyższych odznaczeń państwowych. Po wprowadzeniu stanu wojennego 13 grudnia 1981 jako osoba związana politycznie z ekipą Edwarda Gierka został na pewien czas internowany. W marcu 1982 został skazany przez Sąd Rejonowy dla m st. Warszawy na rok pozbawienia wolności i 300 tys. złotych grzywny za przekroczenie uprawnień i wykorzystanie stanowiska służbowego (wicepremiera i ministra hutnictwa) polegające na wręczeniu swojej sekretarce 4 talonów samochodowych, które ta następnie sprzedała. Został również ukarany karą 10 tys. złotych grzywy za wręczenie tej samej osobie 120 dolarów. Orzeczono również wobec niego zakaz zajmowania stanowisk w administracji państwowej na okres 3 lat.
Jego żoną była Anna Maria z domu Kościelniak (1923–2015). Franciszek Kaim został pochowany na Cmentarzu Wojskowym na Powązkach w Warszawie (kwatera A 3 Tuje rz. 2 m. 16).

## Odznaczenia
- Order Budowniczych Polski Ludowej (1976, pozbawiony orderu w 1981)[4][5]
- Order Sztandaru Pracy I klasy (1964)[6]
- Krzyż Komandorski z Gwiazdą Orderu Odrodzenia Polski (pozbawiony w 1981)[7]
- Krzyż Komandorski Orderu Odrodzenia Polski
- Krzyż Kawalerski Orderu Odrodzenia Polski
- Złoty Krzyż Zasługi (1951)[8]
- Medal 30-lecia Polski Ludowej (1974)[9]
- Złoty Medal „Za zasługi dla obronności kraju” (1973)[10]
- Srebrny Medal „Za zasługi dla obronności kraju”
- Brązowy Medal „Za zasługi dla obronności kraju”
- Złote Odznaczenie im. Janka Krasickiego (1969)[11]
- Złota odznaka „Za pracę społeczną dla miasta Krakowa” (1964)[12]
- Złota Odznaka honorowa „Za Zasługi dla Warszawy” (1970)[13]
- Odznaka „Budowniczy Nowej Huty” (1970)[14]